# Domenico Lentini
(Beato Domenico Lentini)
Domenico Lentini (Lauria, 20 novembre 1770 – Lauria, 25 febbraio 1828) è stato un presbitero italiano, venerato come beato dalla Chiesa cattolica.

## Biografia
Domenico Lentini nacque il 20 novembre 1770 da Macario e Rosalia Vitarella, di povere condizioni economiche ma di convinta fede religiosa. Venne battezzato lo stesso giorno della nascita. A quattordici anni segue la vocazione del sacerdozio, la sua formazione culturale avvenne nel paese natio e al Seminario di Policastro. Nel 1793 venne ordinato diacono a Mormanno. Nella festa di Pentecoste, 8 giugno 1794, fu ordinato sacerdote nella Cattedrale di Marsico Nuovo. Diventa presbitero e rimane per tutta la vita a Lauria. Sempre disponibile per il sacramento della Penitenza, ascolta assiduamente le confessioni dei fedeli, si dedica con tutte le sue forze all'evangelizzazione, non solo a Lauria, ma nella sua diocesi ed in quelle limitrofe. Rivive fortemente il mistero di Cristo crocifisso e risorto, da lui considerato unico Redentore dell'umanità. Dotato dei carismi di profezia e scrutamento dei cuori, si dice che abbia compiuto prodigi anche in vita; morì il 25 febbraio 1828, nella sua casetta, dopo un'agonia vissuta nel completo abbandono mistico.

## La beatificazione e il culto
Il Lentini sovente beneficava i poveri con gesti di estrema carità: per poter aiutare un bisognoso era solito privarsi anche di indumenti e scarpe, vestendosi della sola tonaca. A volte si privava del cibo, vivendo sempre in penitenza, con mortificazioni corporali e flagellazioni, e dormendo sul pavimento; il tutto finalizzato all'espiazione dei peccati dell'umanità.
Fu definito un "angelo dell'altare" per le sue lunghe adorazioni estatiche davanti al Santissimo Sacramento e celebrava l'eucaristia con intensa partecipazione. Gli si riconoscevano molti carismi di profezia, scrutamento dei cuori e miracoli. Dedicò la sua vita al sociale nell'educazione dei giovani e alla predicazione nelle città vicine. Visse in un momento estremamente delicato per la cittadinanza di Lauria, negli anni di fuoco della rivoluzione napoletana del 1799 (vedi Massacro di Lauria).
Morì in odore di santità: i funerali furono celebrati per sette volte, in sette giorni: per tutto il tempo la salma rimase flessibile e calda, effondendo sangue vivo e odore soave.
Da allora sono state riportate, sia in Italia che nel resto del mondo, improvvise ed insperate guarigioni, alcune delle quali sono state riconosciute come miracoli dalla Chiesa cattolica.
Nel 1935 papa Pio XI lo dichiarò venerabile. Il 12 ottobre 1997, in piazza San Pietro a Roma, Domenico Lentini fu beatificato da papa Giovanni Paolo II, che ebbe a definirlo come esempio di vita per l'umanità.
La sua casa natìa e la chiesa madre di San Nicola di Bari a Lauria, che ne custodisce le reliquie, sono meta di pellegrinaggi durante tutto l'anno.
La glorificazione di don Domenico cominciò già dai suoi funerali, celebrati in Lauria per sette giorni consecutivi e con grande partecipazione di popolo. Si dice che le grazie e i miracoli ottenuti per l'intercessione di don Domenico siano stati sempre numerosi.
Papa Giovanni Paolo II, dopo aver riconosciuto ufficialmente, un miracolo del 1988 attribuito al Servo di Dio, il 12 ottobre 1997, in Piazza San Pietro a Roma, lo dichiara solennemente beato, mentre la Chorale Domenico Lentini di Lauria intona l'inno Domenico Lentini composto da padre Mario Curione.
È patrono della città di Lauria, dove si festeggia il 25 febbraio (data della sua morte).
Altre date da ricordare:
- 8 giugno (ordinazione presbiterale)
- 12 ottobre (data della beatificazione)
- 20 novembre (data di nascita e battesimo)

A Catanzaro gli è stata dedicata una parrocchia.
A Lauria, invece, precisamente in contrada Melara, il comitato Festa dei fusilli (come inizialmente si chiamava) ha saputo coinvolgere la popolazione, enti e professionisti vari che insieme hanno reso possibile la costruzione di una chiesa, dedicata al beato, il 29 ottobre 2006, con una solenne e partecipata festa.
Molti sono i gruppi di preghiera che portano il suo nome, non ultimo l'associazione Amici Domenico Lentini (A.D.L.), espressione locale della più nota associazione nazionale degli oratori parrocchiali, la cui denominazione è Associazione Nazionale San Paolo Italia (A.N.S.P.I.).

## Inni e preghiere
Molti inni, preghiere e poesie sono stati dedicati a Don Domenico; fra questi l'inno al venerabile Domenico Lentini scritto e musicato da suor Carmela Manco nei primi anni del Novecento, che è poi divenuto l'inno ufficiale del beato.
Inno al Venerabile Domenico Lentini

(testo e melodia di suor Carmela Manco, musica elaborata da Silvano Marchese)

Evviva, evviva echeggino

i monti ed i giardini

evviva il Beato

Domenico Lentini.

Il penitente inclito

apostolo d'amor,

gloria di Lauria

e dell'Italia onor.

Ferventi voti e cantici

elevi ogni fedel

alle sue sacre ceneri

al venerato ave. Rit.

Passò su questa terra

qual angelo del cielo,

beneficando ovunque

con innocenza e zelo;

amava i poverelli

con fede e ardente amor

chiamandoli fratelli

e figli del suo cuor.

Ferventi voti e cantici... Rit.

Oh! Quanti padri e figli

ei fè pacificare

e quanti cuori afflitti

ei seppe consolare!

E come il Redentore

amava i peccator

e per i loro falli

si martoriava ognor.

Ferventi voti e cantici.... Rit.

Ed or che sei nel Cielo

oh Padre venerato

non ti scordar dei gemiti

del tuo paese amato.

Ottieni dal Signore

ai figli del tuo cuor

perdono fede e amore

la pace e ogni favor.

Ferventi voti e cantici... Rit.
Molto sentita dalla popolazione di Lauria è anche la preghiera sul beato Lentini composta dall'arcivescovo emerito di Brindisi-Ostuni, Rocco Talucci. Padre Mario Curione scrisse l'inno Domenico Lentini, che fu poi cantato in Piazza San Pietro dalla Chorale Beato Domenico Lentini diretta dal M° Silvano Marchese in occasione della beatificazione, dedicandolo a Rocco Talucci e alla comunità religiosa di Lauria.
 Domenico Lentini 

(composto da padre Mario Curione)

Domenico Lentini, discepolo fedele

zelante sacerdote ed umile profeta,

rivela ancora al mondo l'altissimo valore

di chi in Dio confida e a Lui si abbandona.

Che anche noi ci apriamo a Cristo Redentore

pregando insieme a te, con animo sincero:

"Gesù è il mio bene, Gesù è il mio tesoro,

Gesù è il mio tutto!" Mio Dio e mio Signore!

Nell'umile tua vita, a Dio consacrata,

icona divenisti di povertà gioiosa,

di amabile purezza, di austera penitenza,

di carità sublime nel darti sempre a tutti.

Dal Cristo animato, i poveri accoglievi,

gli afflitti consolavi, gli infermi visitavi

e a tutti annunciavi, estatico e rapito,

l'Amore che da sempre sui nostri passi veglia.

Dei giovani tu eri amico e confidente,

maestro nella scienza e padre della Vita

che in Cristo, Uomo-Dio, presente nel mistero

del Pane consacrato, ha la sua vera fonte.

Amante del silenzio che è ascolto filiale

di Dio che parla al cuore e illumina la mente,

parlavi poi con forza, sapienza e convinzione,

scuotendo le coscienze e convertendo i cuori.

La Madre Addolorata che, forte nella fede,

immola sul Calvario il Frutto del suo grembo,

per mano ti condusse a quel traguardo eccelso

di offerta, nell'amore, che riconcilia e salva.

Al Padre Onnipotente, al Figlio Redentore,

ed al Consolatore che suscita i Santi

s'innalzi ora e sempre, nei secoli, in eterno,

il grazie della fede e il canto della lode. Amen!